# Agrostis filiformis
Agrostis filiformis é uma espécie de gramínea do gênero Agrostis, pertencente à família Poaceae.